# Слободка-Рыхтовская
Слободка-Рыхтовская (укр. Слобідка-Рихтівська) — село в Каменец-Подольском районе Хмельницкой области Украины.
Население по переписи 2001 года составляло 1607 человек. Почтовый индекс — 32360. Телефонный код — 3849. Занимает площадь 2,61 км². Код КОАТУУ — 6825281203.

## Местный совет
32360, Хмельницкая обл., Каменец-Подольский р-н, с. Слободка-Рыхтовская